# Gonodes lilla
Gonodes lilla är en fjärilsart som beskrevs av Jones 1914. Gonodes lilla ingår i släktet Gonodes och familjen nattflyn. Inga underarter finns listade i Catalogue of Life.